# Volodymyr Ljoetyj
Volodomyr Ivanovytsj Ljoetyj (Oekraïens: Володимир Іванович Лютий, in Rusland bekend onder de naam Vladimir Ivanovitsj Ljoetyj; Dnipro, 20 april 1962), is een in de Sovjet-Unie geboren Oekraïens voetbalcoach en voormalig voetballer die speelde als offensieve middenvelder of als centrumspits. Ljoetyj behaalde een gouden medaille met het voetbalelftal van de Sovjet-Unie op de Olympische Zomerspelen 1988 te Seoel.

## Clubcarrière
Ljoetyj heeft gedurende zijn voetbalcarrière voornamelijk in Duitsland vertoefd, alhoewel hij feitelijk de eerste 10 jaar van zijn loopbaan het allerbeste van zijn kunnen liet zien bij Dnipro Dnipropetrovsk uit zijn Oekraïense geboortestad Dnipro. Oekraïne behoorde in die tijd nog tot de Sovjet-Unie. Met Dnipro won de aanvallende middenvelder, die ook als centrale aanvaller kon worden ingezet, tot twee keer toe de Sovjet Top League (1983 en 1989). In de eerste ronde van de UEFA Cup 1988/89 scoorde Ljoetyj vroeg in de tweede helft thuis tegen Girondins de Bordeaux. De wedstrijd eindigde op 1–1. Het doelpunt van Ljoetyj wiste de opener van Alain Roche uit.
Van 1979, zijn debuutseizoen, tot 1989 kwam hij voor Dnipro uit. Hij speelde 250 competitiewedstrijden in de Sovjet Top League en scoorde daarin 51 doelpunten. In 1989 wist de Duitse (sub)topclub FC Schalke 04 de naar postuur grote Ljoetyj te strikken. Echter kreeg de Oekraïense aanvallende middenvelder op zijn positie te maken met forse concurrentie van met name de Duitser Ingo Anderbrügge, die gemakkelijker de weg naar doel vond dan hijzelf. In 1991 was Ljoetyj na twee jaar alweer weg, ondanks een meer dan degelijk debuutseizoen. Ljoetyj scoorde negen competitiedoelpunten uit 45 competitiewedstrijden voor Schalke 04.
Ljoetyj bleef in Duitsland actief, maar dan wel op een aanzienlijk lager niveau dan wat hij gewend was bij Schalke 04. In 1991 nam MSV Duisburg hem over van Schalke 04.  Met deze club degradeerde Ljoetyj als negentiende in de eindstand uit de Bundesliga aan het einde van het seizoen 1991/92, een spannend seizoen waarin niet FC Bayern München maar VfB Stuttgart – na een nek-aan-nekrace met Bayern München – kampioen werd op basis van aantal gewonnen wedstrijden. Ljoetyj liet bij Duisburg zes competitiedoelpunten optekenen. In 1992 kwam hij uit voor toenmalig Bundesliga-club VfL Bochum, maar deze periode was op individueel vlak minder succesvol voor de middenvelder. Ljoetyj speelde amper drie competitiewedstrijden en Bochum zou eveneens naar de 2. Bundesliga zakken.
In 1993 belandde hij in Turkije bij Bursaspor, waar hij niet verder geraakte dan twee optredens. Hierop keerde hij meteen weer terug naar Duitsland, waar hij dan zes wedstrijden speelde voor Rot-Weiß Oberhausen. Het spelplezier vond Ljoetyj pas terug bij FSV Salmrohr, destijds een Regionalliga-club of Duitse derdeklasser.
Ljoetyj beëindigde zijn profcarrière in 1996 waar hij ze was begonnen, bij Dnipro Dnipropetrovsk in Oekraïne.

## Interlandcarrière
Ljoetyj behaalde in 1988 goud op de Olympische Zomerspelen 1988 met de jonkies van de Sovjet-Unie, dat naast hem uit sterspeler Igor Dobrovolski bestond. Ljoetyj, die op dat ogenblik al 26 jaar oud was, was bij de Sovjet-Unie een van de oudere spelers die werden toegelaten (per land mogen drie voetballers ouder dan 21 jaar mee naar de Spelen). Ze versloegen in Seoel een Braziliaans voetbalelftal U21 met onder anderen Romário. Met de Sovjet-Unie nam hij deel aan het WK 1990 in Italië. Later speelde hij mee op EURO 1992 met het GOS te Zweden, het enige grote toernooi voor het landenelftal bestaande uit een samenraapsel van spelers met Sovjet-nationaliteiten (met name Russen, Oekraïners en Georgiërs) na het uiteenvallen van de Sovjet-Unie.

## Erelijst
| Competitie              |                         |                         |                         |                         |
| Competitie              | Aantal                  | Jaren                   |                         |                         |
| / Dnipro Dnipropetrovsk | / Dnipro Dnipropetrovsk | / Dnipro Dnipropetrovsk | / Dnipro Dnipropetrovsk | / Dnipro Dnipropetrovsk |
| ----------------------- | ----------------------- | ----------------------- | ----------------------- | ----------------------- |
| Sovjet Top League       | 2x                      | 1983, 1989              |                         |                         |
| Sovjet Cup              | 1x                      | 1989                    |                         |                         |
| Sovjet Super Cup        | 1x                      | 1989                    |                         |                         |
| USSR Federation Cup     | 2x                      | 1986, 1989              |                         |                         |
| Sovjet-Unie             |                         |                         |                         |                         |
| Olympische Zomerspelen  | Goud                    | 1988                    |                         |                         |